# Β-D-葡萄糖五乙酸酯
β-D-葡萄糖五乙酸酯（英語：β-D-glucose pentaacetate），又称β-D-五乙酰葡萄糖，是一种有机化合物，化学式C16H22O11，可见于染色水锦树等物种。为一种合成原料，在医药领域常用于合成β-D-葡萄糖类药物，如熊果苷(对苯二酚葡萄糖苷)、β-葡萄糖四乙酰溴、四乙酰葡萄糖等。在精细化工领域有广泛用途，可用于农药、杀虫剂、洗涤剂中的漂白活化剂、烟草香味修饰剂、食品调味剂和增香剂、皮肤护理剂、抗氧化剂，并可用于合成香料。

## 性质
纯品为白色结晶性粉末，遇碱液水解成葡萄糖和乙酸。和α-D-葡萄糖五乙酸酯互为立体异构体。采用葡萄糖和醋酸酐进行酯化反应得到，由于葡萄糖在溶剂中有α和β两种构型，因此酯化产物构型受催化剂等因素影响。若采用硫酸、氯化锌、对甲苯磺酸等酸催化剂得到是α-D-葡萄糖五乙酸酯；采用醋酸钠、吡啶等碱性催化剂得到的是β-D-葡萄糖五乙酸酯。造成这种现象的原因是在热力学上稳定性的差异。受限于端基效应，β-D-葡萄糖五乙酸酯稳定性不及α-构型，采用碱催化剂为动力学控制过程，倾向于生成β-构型。此外，β-D-葡萄糖五乙酸酯在路易斯酸作用下可转变成α-构型。